# Юрчук, Борис Кононович
Борис Кононович Юрчук (1895 — после 1949) — советский юрист, прокурор Ярославской области.

## Биография
Родился в семье крестьян-середняков, учился в церковно-приходской школе, затем занимался хлебопашеством. В 1915 призван в армию, служил матросом на корабле «Двина» на Балтийском флоте. Состоял членом РКП(б) с июля 1918. В августе 1918 приказом Реввоенсовета направлен комиссаром в Волжскую военную флотилию, участвовавшую в боях под Казанью и Царицыным. С июня 1920 до сентября 1921 был членом Реввоентрибунала в Азово-Черноморской военной флотилии. С сентября 1921 до декабря 1922 был членом, затем заместителем председателя Костромского губернского Революционного трибунала. С января 1923 до декабря 1924 являлся председателем Костромского губернского суда.
С 1 января 1925 до июля 1926 был слушателем на Высших юридических курсах при Народном комиссариате юстиции РСФСР в Москве. С ноября 1926 по июнь председатель Ульяновского губернского суда. С июля 1928 до июня 1930 был председателем Ульяновского окружного суда в Средне-Волжской области. С 5 по 13 июня 1930 был делегатом на 2-й Средневолжской краевой партийной конференции. С сентября 1930 до июля 1931 прокурор Чапаевска в Средневолжском крае. С июля 1931 до августа 1932 ответственный секретарь Каменского районного комитета ВКП(б) в Каменке. С 1931 до 1933 был членом Средневолжского краевого исполнительного комитета. С 21 по 27 января 1932 был делегатом на 3-й Средневолжской краевой партийной конференции, где избран членом краевой контрольной комиссии ВКП(б). С августа 1932 до 1933 заведующий Организационным отделом и член президиума Средневолжского краевого исполнительного комитета исполкома в Самаре. С 1933 до июля 1936 начальник политического отдела мясо-молочного совхоза «Максим Горький» Орского района и член бюро Орского районного комитета ВКП(б). С 5 по 11 марта 1936 был делегатом на 1-й Оренбургской областной партийной конференции, где избран членом Оренбургского областного комитета ВКП(б), при этом на пленуме, проходившем с 27 до 30 декабря 1936, выведен из состава оного.
С 20 июля 1936 приказом народного комиссара юстиции РСФСР Н. В. Крыленко, по представлению прокурора РСФСР В. А. Антонова-Овсеенко, назначен прокурором Ярославской области, также с 11 июля 1937 до 16 апреля 1938 состоял членом тройки НКВД. Дополнительно с ноября по декабрь 1937 пребывал в должности председателя Ярославского областного суда. 3 января 1938 в Алма-Ате был арестован его брат И. К. Юрчук, старший бухгалтер артели «Утильщик», и уже 20 февраля по приговору «тройки» на основании 58-й статьи УК РСФСР был приговорён к ВМН и расстрелян. В конце марта того же года по согласованию с Прокуратурой СССР на бюро Ярославского областного комитета партии обсуждался вопрос «о грубейших политических ошибках», допущенных прокуратурой области, которые выражались в необоснованных арестах и неправильной квалификации обвинений. 3 апреля 1938 года «за допущение массового извращения карательной политики» решением бюро освобождён от должности, направлен запрос к генеральному прокурору СССР А. Я. Вышинскому о предании его суду. Вскоре, 16 апреля, исключён из состава «тройки», и арестован НКВД. Осуждён 31 июля 1938 выездной сессией Верховного суда РСФСР за должностные преступления на пять лет лишения свободы. Срок заключения отбывал в Волголаге. В 1949 жил в городе Горьком. Последующая судьба не установлена.